# Colli Altotiberini
Le Colli Altotiberini est un vignoble italien de la région Ombrie doté d'une appellation DOC depuis le 22 janvier 1980. Seuls ont droit à la DOC les vins récoltés à l'intérieur de l'aire de production définie par le décret.

## Aire de l'appellation

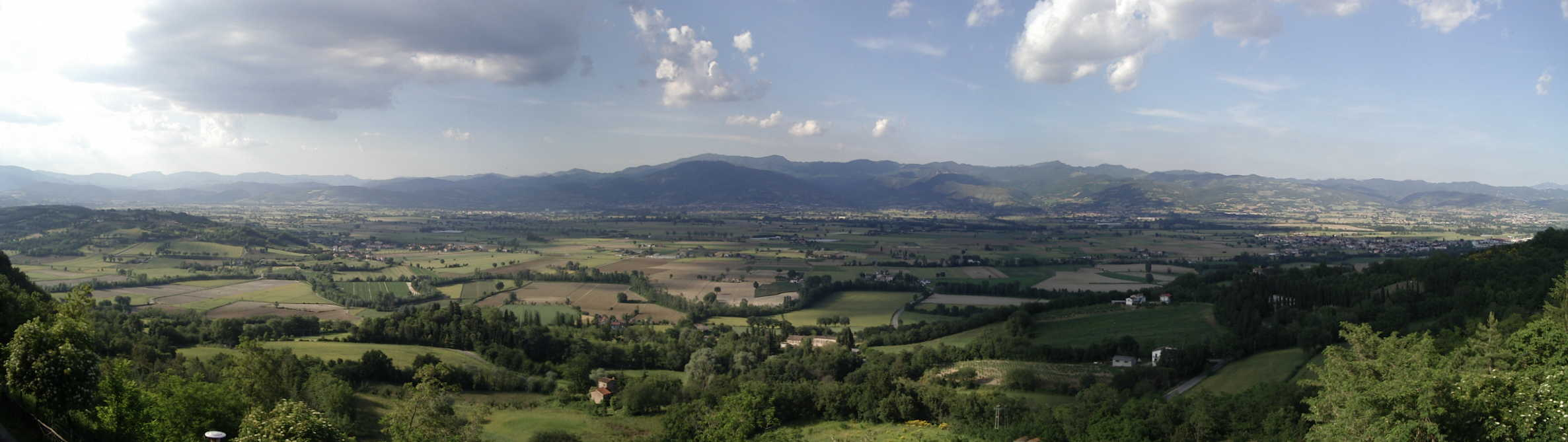
Panorama de la haute vallée du Tibre depuis Citerna

Les  vignobles autorisés se situent en province de Pérouse dans les communes de San Giustino, Citerna, Città di Castello, Monte Santa Maria Tiberina, Montone, Umbertide, Gubbio et Pérouse dans la Haute vallée du Tibre.

## Cépages
Les cépages les plus importants sont :
- Trebbiano toscano
- Malvasia bianca lunga
- Chardonnay
- Cortese
- Sangiovese
- Merlot
- Gamay
- Barbera

## Vins, appellations
Sous l’appellation, les vins suivants sont autorisés :
- Colli Altotiberini bianco
- Colli Altotiberini rosato
- Colli Altotiberini rosso